# Andrea Arcidiacono
Andrea Arcidiacono (* 20. April 1966 in Bellinzona) ist ein Schweizer Kommunikationsmanager und Journalist. Er war von Oktober 2024 bis März 2025 Vizekanzler und Bundesratssprecher.

## Werdegang
Arcidiacono studierte Betriebswirtschaftslehre an der Hochschule St. Gallen und schloss sein Studium 1991 mit dem Lizenziat ab. Seine Karriere begann Arcidiacono als Journalist und Bundeshauskorrespondent für den Corriere del Ticino und das italienischsprachige Fernsehen der Schweiz RSI von 1992 bis 1998. Von 2003 bis 2006 war er für die Kommunikation der Università della Svizzera italiana verantwortlich. Von 2007 bis 2009 leitete er die italienischsprachige Redaktion von Swissinfo. Anschliessend leitete er von 2011 bis 2016 bei Präsenz Schweiz die Programme Gotthard 2016, Italien/Expo Milano 2015 und Verso Expo Milano 2015. In den Jahren 2016 und 2017 war er Kommunikationsverantwortlicher für den Krankenkassenverband Curafutura.
In der Bundesverwaltung war Arcidiacono mehrfach als Pressesprecher und Informationschef tätig: 1998–2002 war er Stellvertretender Informationschef und Pressesprecher für Bundesrätin Ruth Dreifuss, 2006–2007 arbeitete er als Stellvertretender Informationschef und Pressesprecher für Bundesrat Pascal Couchepin. Zwischen 2017 und 2018 arbeitete Arcidiacono als Pressesprecher des Bundesamts für Gesundheit. Danach gründete er eine eigene Kommunikationsagentur, die er bis im September 2024 führte.
Er wurde am 20. September 2024 vom Bundesrat zum Vizekanzler und Bundesratssprecher ernannt und trat sein Amt am 1. Oktober 2024 an. Arcidiacono ist parteilos. Er war Nachfolger des verstorbenen Bundesratssprechers André Simonazzi und übernahm das Amt von Ursula Eggenberger, die interimistisch das Amt als Bundesratssprecherin führte. Die Bundeskanzlei gab Ende Januar 2025 bekannt, dass Arcidiacono sein Amt auf Ende März abgibt. Als Grund wurden «vor allem private Gründe» genannt. Eggenberger übernahm das Amt erneut interimistisch.